# Bruno Albin Müller
Bruno Albin Müller (* 25. August 1879 in Dresden; † 30. März 1939 in Hamburg) war ein deutscher klassischer Philologe, Realschullehrer und Bibliothekar.

## Leben
Bruno Albin Müller, der Sohn des Nadlers Bruno Albin Müller und der Anna Lauretta geb. Roscher, besuchte in Dresden die Annenschule und anschließend für zwei Jahre das Wettiner Gymnasium, wo ihn unter anderem die Philologen Otto Meltzer und Franz Poland unterrichteten. Nach der Reifeprüfung (1899) studierte er an der Universität Leipzig. Am meisten prägten ihn die Philologen Kurt Wachsmuth und Otto Immisch und der Archäologe Franz Studniczka. Neben den Vorlesungen und Seminarübungen dieser Fächer nahm Müller aber auch an germanistischen, historischen und geographiehistorischen teil. Am 23. Juni 1903 wurde er bei Wachsmuth mit einer Arbeit über den Grammatiker und Sophisten Asklepiades von Myrleia zum Dr. phil. promoviert. Kurz darauf bestand er die Lehramtsprüfung in den Fächern Latein, Griechisch, Deutsch, Geschichte und Religion.
Nach dem Studium arbeitete Müller vom 1. August 1903 bis zum 30. April 1905 am Thesaurus Linguae Latinae in München. Er wertete dort verschiedene spätlateinische Texte aus, darunter die Schrift Adversus nationes des Arnobius, die Briefe des Heiligen Hieronymus, der Terenzkommentar des Eugraphius, der Vergilkommentar des Marcus Valerius Probus, die Veronenser Vergilscholien und die Vetus Latina. Außerdem verfasste er Artikel für die Bände I, II und IV des Lexikons. Zur selben Zeit gewann ihn Iwan von Müller für die Mitarbeit am Handbuch der Altertumswissenschaft, für das Müller einen Band über die handschriftlichen lateinischen Buchtitel konzipierte (Codicum Latinorum subscriptiones). Der Band kam jedoch nicht zustande.
Nach der Zeit am Thesaurus zog Müller in die Freie und Hansestadt Hamburg, wo er 1905 das Seminarjahr und 1906 das Probejahr antrat. Ab Ostern 1907 unterrichtete er als wissenschaftlicher Hilfslehrer an verschiedenen Schulen. 1908 ging er an die Realschule Hamm. Zum 1. Oktober 1909 wurde er als Oberlehrer an der Oberrealschule auf der Uhlenhorst angestellt.
Neben dem Unterricht beschäftigte sich Müller weiterhin mit wissenschaftlicher Arbeit. Ab 1915 arbeitete er als ehrenamtlicher wissenschaftlicher Hilfsarbeiter an der Staatsbibliothek Hamburg. Nach der Gründung der Universität Hamburg nahm er dort einen Lehrauftrag für lateinische Sprachkurse an.
Nach seinem Eintritt in den einstweiligen Ruhestand (1928) widmete Müller seine ganze Arbeitszeit der Universitätsbibliothek. Zu seinen Aufgaben gehörten die Erschließung der Bestände und die Vorbereitung von Ausstellungen.

## Schriften (Auswahl)
- De Asclepiade Myrleano. Leipzig 1903 (Dissertation)
- Wahlfreier Lateinunterricht an Oberrealschulen. Hamburg 1913 (Schulprogramm)
- Deutsches Leben im Ausland. Ausstellung anlässlich der Hauptversammlung des Vereins für das Deutschtum im Ausland in Hamburg Pfingsten 1923, veranstaltet von der Hamburger Staats- und Universitäts-Bibliothek. Hamburg 1923
- Hamburger Beiträge zur Amerikanistik. Beschreibung und Würdigung ausgewählter Schaustücke aus dem zum 24. internationalen Amerikanisten-Kongress in Hamburg von der Staats- und Universitäts-Bibliothek veranstalteten Ausstellung. Hamburg 1933
- Die Bilder der Familie Sieveking. In: Georg Herman Sieveking (Hrsg.): Geschichte und Stammtafel der Familie Sieveking. Hamburg 1933, S. 51–104